# Jimmy Humphreys
James Humphreys, né le 10 février 1894 et décédé le 23 décembre 1956, est un joueur de hurling irlandais dont l'équipe senior de Limerick a remporté plusieurs compétitions.
James Humphreys ("Jimmy") était un joueur réputé des années 1910 aux années 1920. Durant cette période, il a remporté deux médailles All-Ireland et trois médailles Munster,. Il fut également capitaine de l'équipe d'Irlande lors des Jeux de Tailteann de 1924.
Au niveau du club, Humphreys a joué avec Cappamore et Claughaun, remportant une médaille de championnat du comté avec ce dernier.